# CALL MY NAME (JAPANESE VERSION)
「CALL MY NAME(JAPANESE VERSION)」（コール マイ ネーム(ジャパニーズ ヴァージョン)）は、1999年9月22日に発売されたthe brilliant greenの8枚目のシングル。発売元はソニーレコード。

## 収録曲
1. CALL MY NAME (JAPANESE VERSION)
（作詞:川瀬智子 作曲:奥田俊作 編曲:the brilliant green）
  - NHK「ポップジャム」エンディングテーマ
2. CALL MY NAME (ENGLISH VERSION)
（作詞:川瀬智子 作曲:奥田俊作 編曲:the brilliant green）
3. CALL MY NAME (INSTRUMENTAL VERSION)

## 収録アルバム
- 『TERRA2001』（#2）
- 『complete single collection '97-'08』（#1）